# Picciano
Picciano är en ort och kommun i provinsen Pescara i regionen Abruzzo i Italien. Kommunen hade 1 328 invånare (2018).